# Санкт-Петербургская академия художеств имени Ильи Репина
Санкт-Петербу́ргская акаде́мия худо́жеств имени Ильи Репина (сокр. СПбАХ), ранее Институ́т жи́вописи, скульпту́ры и архитекту́ры имени И. Е. Репина (сокр. ИЖСА) — российский государственный художественный институт (академия художеств) в Санкт-Петербурге, ассоциированное учреждение Министерства культуры РФ (с 2015), одно из важнейших в современной России высших учебных заведений, занимающихся подготовкой кадров в сфере изобразительных искусств. Позиционируется как правопреемник исторической Императорской Академии художеств; базируется в здании последней на Васильевском острове — памятнике архитектуры эпохи классицизма.

## Прежние названия академии

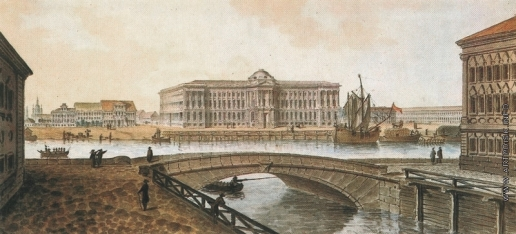
Вид на Академию художеств в Петербурге. Работа кисти Жана Балтазара де ла Траверс, 1790-е. Бумага, акварель, гуашь. Размер 24,2 х 51,1. Государственный музей изобразительных искусств имени А. С. Пушкина

- Императорская Академия художеств, с 1757 по 1893 г.
- ВХУ — Высшее художественное училище при Императорской Академии художеств (ИАХ) в Петербурге — Петрограде. Возникло на базе Воспитательного училища при Императорской Академии художеств, основанного в 1764 году и просуществовавшего до 1840 года. Своё название носило с 1893 по 1918 г. В 1918 г. училище стало называться Свободная художественная школа Отдела имуществ Наркомпроса РСФСР.
- ПГСХУМ — Петроградские государственные свободные художественно-учебные мастерские. Своё название получили в результате Постановления Совета народных комиссаров от 12 апреля 1918 года об упразднении Императорской Академии художеств и её последующего преобразования в Петроградские государственные свободные художественно-учебные мастерские (ПГСХУМ). Их официальное открытие состоялось незадолго до празднования первой годовщины Октябрьской революции. Просуществовали до 1921 года.
- ВХУТЕМАС — Высшие художественно-технические мастерские в Петрограде (1921—1922), а также в Москве (1920—1927). Название получили в результате преобразования ПГСХУМ при воссоздании в Петрограде Академии художеств. Просуществовали с 1921 по 1922 г.
- ВХУТЕИН — Высший художественно-технический институт в Петрограде — Ленинграде (1922—1930) и Москве (1927—1930). Название получил в результате реорганизации ВХУТЕМАС. В Ленинграде название носил с 1922 до 1924 года.
- ЛВХТИ — Ленинградский высший художественно-технический институт, с 1924 по 1930 год.
- ИНПИИ — Институт пролетарского изобразительного искусства (1930—1932). Название получил в результате преобразования ВХУТЕИН после очередной реорганизации учебного заведения. Название носил с 1930 до 1932 года.
- ИнЖСА — Институт живописи, скульптуры и архитектуры, с 1932 по 1933 год.
- ЛИЖСА — Ленинградский институт живописи, скульптуры и архитектуры. Название получил в ходе преобразования Института пролетарского изобразительного искусства (ИНПИИ). Название носил с 1933 до 1944 года.
- ЛИЖСА имени И. Е. Репина ВАХ (ИнЖСА) — Ленинградский институт живописи, скульптуры и архитектуры имени И. Е. Репина. Имя Ильи Ефимовича Репина институт получил в 1944 году. Название сохранялось с 1944 по 1947 год.
- Институт живописи, скульптуры и архитектуры им. И. Е. Репина АХ СССР (ИнЖСА), с 1947 по 1957 г.
- Ордена Трудового Красного Знамени Институт живописи, скульптуры и архитектуры им. И. Е. Репина АХ СССР (ИнЖСА), с 1957 по 1975 г.
- Ордена Трудового Красного Знамени Институт живописи, скульптуры и архитектуры им. И. Е. Репина Ордена Ленина АХ СССР (ИнЖСА), с 1975 г. по 1992 г.
- Институт живописи, скульптуры и архитектуры им. И. Е. Репина Российской Академии художеств, с 1992 по 2002 г.
- Санкт-Петербургский Государственный академический институт живописи, скульптуры и архитектуры им. И. Е. Репина, с 2002 по 2020 г.[2]

## Факультеты
- Факультет живописи.

На факультете работают персональные мастерские: станковой живописи, монументальной и церковно-исторической, театрально-декорационной, реставрации. В мастерские театрально-декорационной, церковно-исторической живописи, реставрации приём осуществляется с первого курса. Переход в мастерские осуществляется после окончания второго курса.
- Факультет графики.

На факультете работают персональные мастерские: книжной, станковой графики. Переход в мастерские осуществляется после окончания второго курса.
- Факультет скульптуры.

На факультете работают персональные мастерские: мастерские станковой скульптуры, мастерская скульптуры и воссоздания-реставрации скульптуры. Переход в мастерские осуществляется после окончания второго курса.
- Факультет архитектуры.

На факультете работают персональные мастерские. Обучение в мастерских — после окончания второго курса.
- Факультет теории и истории изобразительного искусства.

На факультете имеются отделения очного (обучение — 4 года) и заочного обучения (обучение — 5 лет, на базе высшего образования на контрактной основе — 3,5 года).

## Ректоры института
Ректорами академии в разные годы были ведущие советские и российские живописцы, скульпторы и архитекторы.
С 2009 года академией руководит петербургский искусствовед Семён Ильич Михайловский.
| - Шталберг, Эрнест Екабович (1917—1922 годы) - Матвеев, Александр Терентьевич (1932—1934 годы) - Бродский, Исаак Израилевич (1934—1935 годы) - Шиллинговский, Павел Александрович (1935—1937 годы) - Заколодин-Митин, Алексей Иванович (1937—1938 годы) - Родионов, Владимир Яковлевич (1938—1941 годы) - Сегал, Александр Израилевич (1941—1943 годы) - Твелькмейер, Виктор Фёдорович (1944—1947 годы) - Зайцев, Александр Дмитриевич (1948—1951 годы) | - Коллегаев, Василий Васильевич (1951—1953 годы) - Орешников, Виктор Михайлович (1953—1977 годы) - Угаров, Борис Сергеевич (1977—1983 годы) - Фомин, Пётр Тимофеевич (1983—1990 годы) - Еремеев, Олег Аркадьевич (1990—2001 годы) - Чаркин, Альберт Серафимович (2001 год — июнь 2004 года) - Харченко, Олег Андреевич (июнь — июль 2004 года) - Чаркин, Альберт Серафимович (июль 2004 года — декабрь 2009 года) - Михайловский, Семён Ильич (и. о. ректора с декабря 2009 года, ректор с марта 2010 года) |

## Педагоги
- Абугов, Семён Львович
- Белоусов, Пётр Петрович
- Блиок, Андрей Николаевич
- Бродский, Исаак Израилевич
- Бучкин, Пётр Дмитриевич
- Быстров, Александр Кирович
- Ветрогонский, Владимир Александрович
- Горб, Владимир Александрович
- Девятов, Михаил Михайлович
- Зайцев, Александр Дмитриевич
- Калюта, Юрий Витальевич
- Кардовский, Дмитрий Николаевич
- Корнеев, Борис Васильевич
- Королёв, Александр Леонидович
- Кофанов, Николай Ильич
- Лактионов, Александр Иванович
- Любимов, Александр Михайлович
- Моисеенко, Евсей Евсеевич
- Мыльников, Андрей Андреевич
- Непринцев, Юрий Михайлович
- Николаева-Берг, Анастасия Геннадиевна
- Оболенский, Владимир Андреевич
- Орешников, Виктор Михайлович
- Осмёркин, Александр Александрович
- Отгонтувден, Бадам
- Павловский, Генрих Васильевич
- Пахомов, Алексей Фёдорович
- Пахомов, Андрей Алексеевич
- Петров-Водкин, Кузьма Сергеевич
- Рейхет, Виктор Иосифович
- Савинов, Александр Иванович
- Соколов, Василий Васильевич
- Старов, Владимир Георгиевич
- Угаров, Борис Сергеевич
- Уткин, Пётр Саввич
- Филонов, Павел Николаевич
- Френц, Рудольф Рудольфович
- Серебряный, Иосиф Александрович

- Аникушин, Михаил Константинович
- Горевой, Владимир Эмильевич
- Керзин, Михаил Аркадьевич
- Кубасов, Сергей Анатольевич
- Малашкин, Дмитрий Николаевич
- Пинчук, Вениамин Борисович
- Плёнкин, Борис Алексеевич
- Соколов, Вадим Николаевич
- Томский, Николай Васильевич
- Шевченко Павел Онуфриевич
- Шульц, Гавриил Александрович

- Андреев, Александр Кузьмич
- Вержбицкий, Жан Матвеевич
- Жильцов, Сергей Сергеевич
- Жук, Александр Владимирович
- Левинсон, Евгений Адольфович
- Кочедамов, Виктор Ильич
- Руднев, Лев Владимирович
- Фомин, Игорь Иванович
- Шатилов, Дмитрий Анатольевич

- Бакланов, Николай Борисович
- Бартенев, Игорь Александрович
- Батажкова, Валентина Николаевна
- Бродский, Иосиф Нафтольевич
- Блэк, Вирко Борисовна
- Гривнина, Анна Саввишна
- Гримм, Герман Германович
- Гущин, Александр Сергеевич
- Доброклонский, Михаил Васильевич
- Исаков, Сергей Константинович
- Каганович, Авраам Львович
- Каргер, Михаил Константинович
- Левинсон-Лессинг, Владимир Францевич
- Леняшин, Владимир Алексеевич
- Лихачёва, Вера Дмитриевна
- Нессельштраус, Цецилия Генриховна
- Никулин, Николай Николаевич
- Пунин, Андрей Львович
- Пунин, Николай Николаевич
- Раздольская, Вера Ивановна
- Савинов, Алексей Николаевич
- Фаминская, Нина Валериановна
- Фёдоров, Борис Николаевич
- Флиттнер, Наталья Давидовна